# 2004 Las Vegas Desert Classic
2004 Las Vegas Desert Classic, promowany jako Las Vegas Desert Classic III jest trzecią cyklu imprezy dartowej Las Vegas Desert Classic. Turniej odbył się w dniach od 30 czerwca do 4 lipca 2004.

## Nagrody
- Zwycięzca: £15,000
- 2. miejsce: £7,500
- Półfinaliści: £5,000
- ćwierćfinaliści: £3,500
- 2. runda: £2,000
- 1. runda: £1,350

## Wyniki mężczyzn

### 1. runda
najlepszy w 3 setach
- Adrian Lewis	-	Phil Taylor	0 - 2
- Richie Burnett	-	Colin Lloyd	2 - 1
- Paul Lim	-	Peter Manley	0 - 2
- Dennis Priestley	-	Roland Scholten	2 - 1
- Steve Coote	-	Bye
- Mark Dudbridge	-	Alan Warriner	1 - 2
- Bob Anderson	-	Andy Jenkins	0 - 2
- Lionel Sams	-	Darin Young	1 - 2
- Darren Webster	-	Gerry Convery	0 - 2
- Wes Newton	-	Wayne Mardle	1 - 2
- Adrian Gray	-	Bruce Cottrell	2 - 0
- John Kuczynski	-	Denis Ovens	1 - 2
- Steve Beaton	-	Ronnie Baxter	0 - 2
- Paul Williams	-	Dennis Smith	0 - 2
- James Wade	-	Kevin Painter	1 - 2
- Alex Roy	-	John Part	1 - 2

### 2. runda
najlepszy w 5 setach
- Kevin Painter	-	Peter Manley	3 - 0
- Ronnie Baxter	-	Denis Ovens	3 - 2
- Darin Young	-	Wayne Mardle	0 - 3
- John Part	-	Adrian Gray	3 - 0
- Phil Taylor 	-	Alan Warriner	3 - 1
- Steve Coote	-	Andy Jenkins	3 - 2
- Richie Burnett	-	Dennis Priestley	3 - 1
- Dennis Smith	-	Gerry Convery	3 - 1

### Ćwierćfinały
najlepszy w 5 setach
- John Part	-	Richie Burnett	3 - 1
- Ronnie Baxter	-	Wayne Mardle	0 - 3
- Steve Coote	-	Phil Taylor 	0 - 3
- Dennis Smith	-	Kevin Painter	1 - 3

### Półfinały
najlepszy w 7 setach
- Kevin Painter	-	Phil Taylor 	2 - 4
- John Part	-	Wayne Mardle	1 - 4

### Finał
najlepszy w 11 setach
- Phil Taylor 	-	Wayne Mardle	6 - 4

## Wyniki kobiet

### Półfinały
najlepsza w 7 setach
- Trina Gulliver	-	Gayl King	4 - 1
- Stacey Bromberg	-	Carolyn Mars	4 - 1

### Finał
najlepsza w 11 setach
- Trina Gulliver	-	Stacey Bromberg	6 - 5